# جوس جونسون (كرة سلة)
جوس جونسون (بالإنجليزية: Gus Johnson) مواليد 13 ديسمبر 1938 في آكرون - الوفاة 29 أبريل 1987، كان لاعب كرة سلة أمريكي بدأ مسيرته الاحترافية في سنة 1963. بلغ طوله 6 قدم 6 بوصة (2.0 م). اعتزل اللعب في 1973.

## فرق لعب لها
- واشنطن ويزاردز
- فينيكس صنز
- إنديانا بايسرز

## روابط خارجية
- جوس جونسون على موقع إن بي أي (الإنجليزية)
- جوس جونسون على موقع سبورتس رفرنس (الإنجليزية)
- جوس جونسون على موقع كلية كرة السلة في سبورتس رفرنس.كوم (الإنجليزية)
- جوس جونسون على موقع ريلجم (الإنجليزية)
- جوس جونسون على موقع بروبوليرز (الإنجليزية)
- جوس جونسون على موقع سبورتس رفرنس (الإنجليزية)